# Nenetsen
De Nenetsen, Nentsen (Russisch: ненцы; nentsy) of Joeraken (oudere benaming) genoemd, zijn een inheems volk in het noorden van Rusland. Volgens de statistieken van de Russische volkstelling van 2010 woonden er toen 44.640 Nenetsen in Rusland. Ongeveer 22.000 van hen spreken nog hun oorspronkelijke taal, het Nenets, maar dit wordt langzamerhand vervangen door het Russisch.
De Nenetsen worden tot de Samojeedse volkeren gerekend (sprekers van Samojeedse talen), waartoe ook de Enetsen, Selkoepen en Nganasanen behoren.

## Naam
De eigenbenaming in het Nenets is n'enyts (meervoud: n'enytsja), wat "man" betekent. In sommige Nenetsische plaatsen wordt de benaming hasaba (eveneens "man") gebruikt. Oude namen voor de Nenetsen zijn Joerak-Samojeden, Samojeden of Joeraken. De naam Joeraken is afkomstig van het Zurjeense (Komi) woord jaran, waarmee de Samojeden werden aangeduid. Deze naam is op zijn beurt waarschijnlijk weer afgeleid van Jar; de naam voor de Toendrafamilie op het Jamal. De naam Joerak-Samojeden kwam via de Komi in het Russisch terecht en vandaar in vele buitenlandse talen. Ook na de naamswijziging in de Sovjet-Unie, wordt deze naam nog veel gebruikt buiten het Russische taalgebied. De naam Samojeed komt waarschijnlijk uit het Selkoeps. De Selkoepen duiden namelijk met samatu of somatu hun buurvolk de Enetsen aan. Hiervan ligt de oorzaak waarschijnlijk bij de Enetsische Madustam, die door hun buren werden aangeduid als samatu of somaut.
Het volk wordt voor het eerst genoemd in de Nestorkroniek uit de 10e eeuw, waarin Nestor de Kroniekschrijver de Samojeden aanduidt als de bondgenoten en buurvolk van de Oegriërs. Missionaris J. S. Vater gebruikte de stamnaam Hasaba in 1787 in zijn fabel Vada Hasovo ("de taal van de Nenetsen").
De naam Nenetsen werd oorspronkelijk alleen voor de noordelijke groep gebruikt, maar wordt sinds de jaren twintig van de 20e eeuw voor de hele bevolkingsgroep gebruikt.

## Verspreidingsgebied

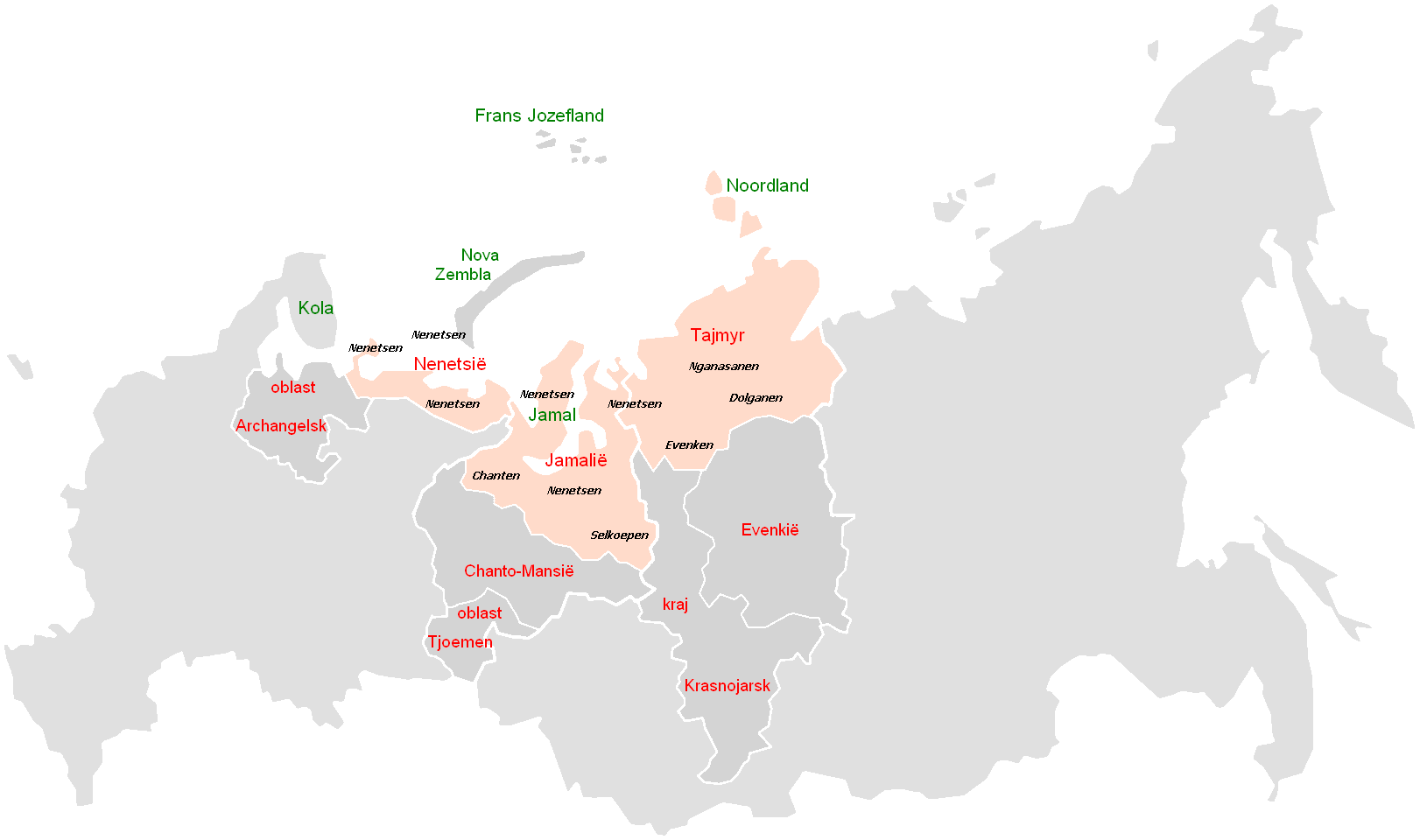
Globale verspreidingsgebied van de Nenetsen binnen de 3 autonome districten in 2006 (voor specifieke situatie, zie hier)

De Nenetsen wonen in het centrale gedeelte van de leefgebieden van de Samojeedse volken. Dit zijn de poolgebieden van Noord-Oost-Europa en Noord-West-Siberië, van het schiereiland Kanin ten oosten van de Witte Zee in het westen tot de monding van de Jenisej in het oosten. Een aantal Nenetsen woont ook op het eiland Kolgoejev en op Nova Zembla. Bestuurlijk gezien woont het grootste deel in de autonome districten Nenetsië (binnen de oblast Archangelsk in Noordoost-Europa) en Jamalië (binnen de oblast Tjoemen in Noordwest-Siberië, ook wel Jamal-Nenetsië genoemd). Een kleinere groep woont in het voormalige autonome district Tajmyr (of Dolgan-Nenetsië) binnen de kraj Krasnojarsk.
Het leefgebied is vooral gelegen op de toendra en de bostoendraovergangszone en wordt gekenmerkt door permafrost, veel rivieren en uitgestrekte moerassige gebieden. Langs de Ob spreiden de Nenetsische nederzettingen zich uit tot aan de Siberische taigazone.
De Nenetsen kunnen op basis van de economische bestaanswijze en vermenging met andere volken worden opgedeeld in 3 groepen:
- de Toendra-Nenetsen in het uiterste noorden;
- de Bos-Nenetsen of Chandejar in de zuidelijkere gebieden;
- de "gekominiseerde Nenetsen" of Jaranen, die zich hebben vermengd met de Komistam Izjma.

De Toendra-Nenetsen zijn verreweg de grootste groep. De Bos-Nenetsen bestaan uit ongeveer 1500 personen.

## Geschiedenis

### Oorsprong
De herkomst van de Samojeedse volkeren, waartoe de Nenetsen behoren, is onduidelijk. Volgens sommigen splitsten ze zich af van volken die Finoegrische talen spraken rond 3000 v.Chr., waarna ze naar het oosten zouden zijn gemigreerd en zich vermengd zouden hebben met Turks-Altajse volkeren rond de 2e eeuw v.Chr..
Gedurende de eerste eeuwen na Chr. splitsten de Samojeedse volkeren zich in een noordelijke en een zuidelijke tak. De noordelijke tak, waartoe de Nenetsen behoren, trok naar de poolgebieden ten oosten en westen van de Oeral, waarbij ze mogelijk de lokale Arctische volkeren, zoals de Saami, Selkoepen en Ketten assimileerden. In de eeuwen daarop raakten de Nenetsen onderhevig aan lokale invloeden. In noordwestelijk Europa kwamen ze in contact met hun buren, de Oegrische volkeren. Hun reizen voerden hen soms tot aan het Onegameer en de gebieden van de Wepsen.

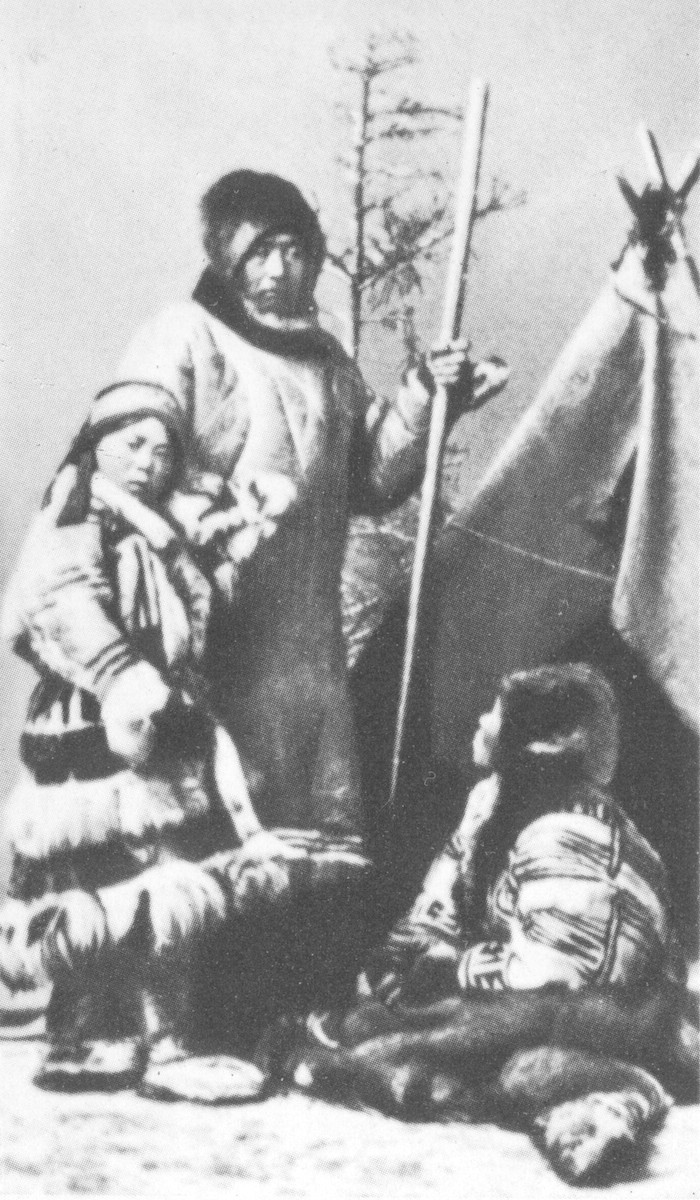
Nenetsisch gezin (± 1860)

### Invloeden van buitenaf: Novgoroders en Tataren
In het begin van de 13e eeuw kwamen de Europese Nenetsen onder invloed te staan van de Republiek Novgorod, waaraan ze vervolgens tot de 15e eeuw schatting moesten betalen. De Siberische Nenetsen kwamen pas in de 14e eeuw in contact met de Russen. Door de opkomst van Wolga-Bulgarije moesten alle Nenetsen daarnaast ook van de 14e tot de 16e eeuw schatting betalen aan de Siberische Tataren.

### Inlijving in Rusland: Conflicten in Europa
Nadat de Russische legers van tsaar Ivan IV van Rusland in 1552 de hoofdstad Kazan van het kanaat Kazan veroverden en Jermak het kanaat Sibir had verslagen, deden de Russen hun intrede in Noord-Siberië en daarmee ook het oostelijke gebied van de Nenetsen. Toen de ostrog Krasnojarsk in 1628 werd gebouwd, stonden alle Samojeedse volkeren onder Russische invloed. Net als bij veel andere volkeren werd bij de Samojeedse volkeren de jasakbelasting ingevoerd, wat ook hier veel weerstand opleverde. Er waren regelmatig opstanden tegen het Russische tsarendom, dat zijn invloed alleen indirect deed gelden via lokale Nenetsische heersers. De Samojeden plunderden konvooien van de gehate corrupte belastinginners en vielen Russische vestingen in Noord-Rusland aan. De belangrijkste Russische steunpunten in die tijd waren Berjozov, Poestozjorsk en korte tijd ook Mangazeja. Poestozjorsk werd tussen 1662 en 1746 zes keer aanvallen, waarvan de laatste aanval in 1746 uitmondde in een grote aanval op het fort van de plaats. Een grote groep Nenestische aanvallers werd daarbij door een leger uit Archangelsk gevangengenomen en geëxecuteerd. Door de komst van de Russen leerden de Nenetsen ook met vuurwapens omgaan.

### Nenetsische samenleving

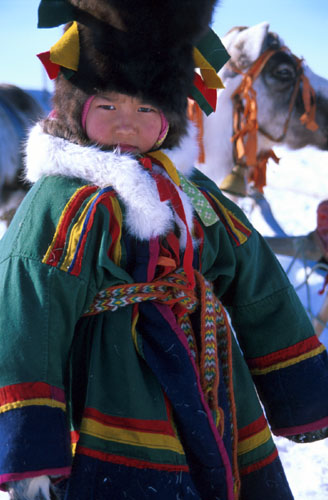
Nenetsisch kind in traditionele kleding

De Samojeedse economie was in die tijd gebaseerd op het houden van rendieren, de visserij en het jagen op zeezoogdieren. Hun samenleving was gebaseerd op clanstructuren, die elk hun afgebakende weide-, jacht- en visgebieden en nomadische routes hadden. Sommige Nenetsen vestigden zich in kleine landbouwgemeenschappen. Voor het hoeden van de rendieren en voor het trekken van de sleden werd een speciaal soort hondenras ontwikkeld, dat later bekend werd als de Samojeed en dat later door de Russen ook voor poolexpedities werd gebruikt vanwege hun aanpassing aan het arctische klimaat. Het rendier vormde het belangrijkste onderdeel van de bestaanswijze van de nomadische Nenetsen. Daarnaast maakte ook vis een belangrijk deel uit van hun dagelijks dieet.
Het geloof van de Nenetsen was gebaseerd op sjamanisme en animisme, waarbij respect voor het land en zijn hulpbronnen werd bepleit. De Nenetsische sjaman werd Tadibya genoemd en werd geclassificeerd naar spirituele trouw en functie en naar ervaring.

### Intrede van het christendom
In de 18e eeuw begonnen missionarissen van de Russisch-Orthodoxe Kerk te evangeliseren onder de Samojeden. In 1824 startte een speciaal op de Samojeden gerichte grootschalige bekeringsactie, hetgeen gepaard ging met pogingen tot onderwijs aan Nenetsische kinderen aan parochiescholen in de plaatsen Bolsjaja Zemlja, Kanin en Timan. In die tijd zouden volgens aardpriester Venjamin, het hoofd van de missionarispost, 3.300 Nenetsen in Europa tot bekering zijn gebracht. Nenetsen die zich niet wilden bekeren vluchtten naar West-Siberië, waarbij naar verluidt hun goden werden verbrand en vernietigd, wat weer leidde tot haat en wrok onder de Nenetsen. In 1846 stichtte een geestelijke genaamd Popov een school in Obdorsk, waar ook enkele Nenetsen studeerden. De bekering tot het christendom kon hen afhelpen van de status van inorodtsy en hen aan het Russische burgerschap helpen. Er vonden echter geen christelijke initiatieven vanuit de Nenetsische gemeenschap zelf plaats. Ook wist het alfabetisme lange tijd geen voet aan de grond te krijgen bij de Nenetsen.

### Alcoholproblemen en handelsschulden
Naast het christendom en vuurwapens brachten de Russen gereedschappen en handelswaren mee, waarvan de alcoholische dranken een serieus probleem gingen vormen. Ook meegenomen, voor de Nenetsen onbekende, ziekten eisten hun tol. Tot de 19e eeuw waren de Nenetsen vooral afhankelijk van het lokale land, maar vanaf die tijd begonnen handelaren steeds belangrijker te worden en nam de afhankelijkheid van de Nenetsen van verhandelde goederen toe. De handelaren maakten hier op grote schaal misbruik van en eisten extreem hoge prijzen voor basisgoederen zoals thee, suiker, meel, tabak en buskruit voor de geweren. Door de verslaving aan de alcohol liepen de schulden aan dergelijke handelslieden onder sommige Nenetsen al snel hoog op. Het kwam regelmatig voor dat Nenetsen nog huiden betaalden voor de schulden die hun vaders en grootvaders hadden gemaakt.

### Conflicten in Siberië
Door het afslaan van de aanval op het fort van Poestozjorsk was de weerstand van de Nenetsen in Europa gebroken. In Siberië ontstonden echter ook onrusten door de gedwongen kersteningen, de extreem hoge belastingen en de uitbuiting door handelaren. Met name in de 19e eeuw kwamen de Nenetsen daar regelmatig in opstand, waarvan de bekendste opstand plaatsvond van 1825 tot 1840 tussen de rivieren Ob en Taz onder leiding van Vavljo Nenjang (ook wel Vaoeli Piettomin of "Nenjaga"). Deze rendierherder vocht niet alleen tegen de Russische handelaren en belastinginners, maar ook tegen de rijke Nenetsische en Chantische boeren en prinsen in het gebied, waarvan hij de rendieren afhandig maakte en deze vervolgens aan de armere Nenetsen gaf. Hierdoor werd hij later door de Sovjets gebruikt als een "vroeg voorbeeld van klassenstrijd". In januari 1841 leidde hij een aanval van ruim 400 Nenetsen op Obdorsk, maar werd gevangengenomen en veroordeeld tot de katorga in Oost-Siberië, waar hij stierf.

### Gedwongen verplaatsingen en vestiging van andere volken
In de jaren zeventig van de 19e eeuw werd een gedeelte van de Nenetsen door de tsaristische regering gedwongen zich te hervestigen op Nova Zembla, die op deze manier de Noren buiten dit gebied probeerde te houden. Tegelijkertijd werden ook de plaatsen op het schiereiland Kola bevolkt door Russen en andere volken uit het Russische Rijk.

### Sovjet-Unie: collectivisatie
Na de Russische Revolutie vaardigden Vladimir Lenin en Jozef Stalin uit naam van de bolsjewieken op 17 november 1917 de Verklaring van de rechten van de volken van Rusland uit, waarin ook een groot aantal zaken was beschreven met betrekking tot het recht op zelfbestuur van de volken binnen Rusland. Deze verklaring bleef echter grotendeels een papieren belofte, daar de stalinistische vleugel van de Sovjetleiding de "modernisatie" van het land belangrijker vond. In 1924 werd een Commissie voor hulp aan Volkeren van het Noorden opgericht. Het oorspronkelijke doel hiervan was het opzetten van grote reservaten, waar de "inheemse bevolking" haar traditionele levenswijze kon voortzetten. De Sovjetregering besloot in plaats daarvan echter tot het integreren van de noordelijke volkeren in de grotere sociale, politieke, culturele en economische processen van het land, wat in eerste instantie betekende dat er rond 1930 verschillende "nationale districten" werden opgezet, die werden vernoemd naar het belangrijkste of de twee belangrijkste volkeren (naar bevolkingsaantal) die er leefden. De Nenetsen werden verspreid over drie van deze enorme nationale districten; Nenetsië (nationaal district van de Nenetsen) binnen de oblast Archangelsk, Jamalië (nationaal district van de Jamal-Nenetsen) binnen de oblast Tjoemen en Tajmyr (nationaal district van de Dolganen en Nenetsen) binnen de kraj Krasnojarsk. Later werden deze nationale districten hernoemd tot autonome districten.
De "modernisatie" resulteerde in een van de grootste ingrepen in de geschiedenis van de Nenetsen in de poolregio: de collectivisatie. In 1929 werd de eerste kolchoz gesticht in het gebied van de Nenetsen, waar de Nenetsen te werk werden gesteld in het fokken van rendieren. De Nenetsen waren zwaar gekant tegen deze inmenging in hun levenswijze en verzetten zich waar ze maar konden, zonder veel resultaat: de kolchozen kwamen, al werden ze pas echt succesvol vanaf de jaren vijftig. Naast de instelling van deze staatsboerderijen, werden ook "culturele centra" ingesteld in alle Nenetsische nederzettingen. Hierin werden scholen, ziekenhuizen, dagverblijven en andere zaken ondergebracht. Deze centra waren vooral bedoeld om de nomadische levenswijze van de Nenetsen zo veel mogelijk in te perken en hen in plaats daarvan aan te zetten tot het zich blijvend vestigen in plaatsen, net als de Russen. Er werden ook 50 scholen gebouwd voor Nenetsenkinderen, waar zij les kregen in onder andere het communisme en waar vanaf 1938 alleen nog les werd gegeven in het Russisch. Daarnaast werd ook de Nenetsische religie aangevallen vanuit het atheïstische standpunt van het communisme. In 1943 kwamen de Nenetsen opnieuw in opstand tegen de collectivisatie tijdens de zogenaamde Mandalada, die eveneens werd neergeslagen.
De russificatie en 'communismisering' ontwikkelde zich geleidelijk aan verder door het inzetten van militant atheïsme, politieke propaganda en door wijdverspreide zware onderdrukking. Dit leidde uiteindelijk zelfs tot een aanval van de Nenetsen op het steenkolencentrum Vorkoeta begin jaren vijftig, waarbij vliegtuigen werden ingezet door de Rode Luchtmacht om de Nenetsen als schapen uit elkaar te drijven. Ook op andere plekken braken opstandjes uit, die werden onderdrukt en waarbij de leiders ofwel direct werden geëxecuteerd of naar de Goelagkampen werden gestuurd, waar velen van hen alsnog stierven.
De gedwongen assimilatie begon vanaf de jaren vijftig echter enigszins haar vruchten af te werpen, toen kleine boerderijen werden samengevoegd tot grote sovchozen. Hierbij werden de Nenetsen gedwongen hun nomadische levensstijl op te geven en zich te vestigen in permanent bewoonde plaatsen. Dit werd in de praktijk gedaan door de vrouwen, kinderen en bejaarden, die niet direct bij het rendierhoeden werden ingezet, te dwingen zich in permanente verblijfsplaatsen te vestigen. De mannen werden daardoor vanzelf gedwongen om zich na verloop van tijd bij hun families te voegen.
In 1957 werd er een decreet uitgevaardigd, waarbij de overheid het wettelijke recht kreeg op de kinderen van de nomadische volkeren vanaf het moment dat ze werden geboren tot het moment dat ze hun onderwijsperiode hadden voltooid. Hiervoor werden kostscholen opgezet, waar kinderen opgroeiden in een omgeving ver weg van hun thuis en hun etnische achtergrond. Doordat alles gratis was op school (kleding, eten en drinken, transport, etc.) werden de Nenetsische kinderen niet aangezet tot zelfbewustzijn en verantwoordelijkheid, waardoor hun kansen na het voltooien van hun studie vaak miniem waren. Als gevolg hiervan was in de jaren vijftig de Nenetsische culturele eenheid grotendeels verwoest.

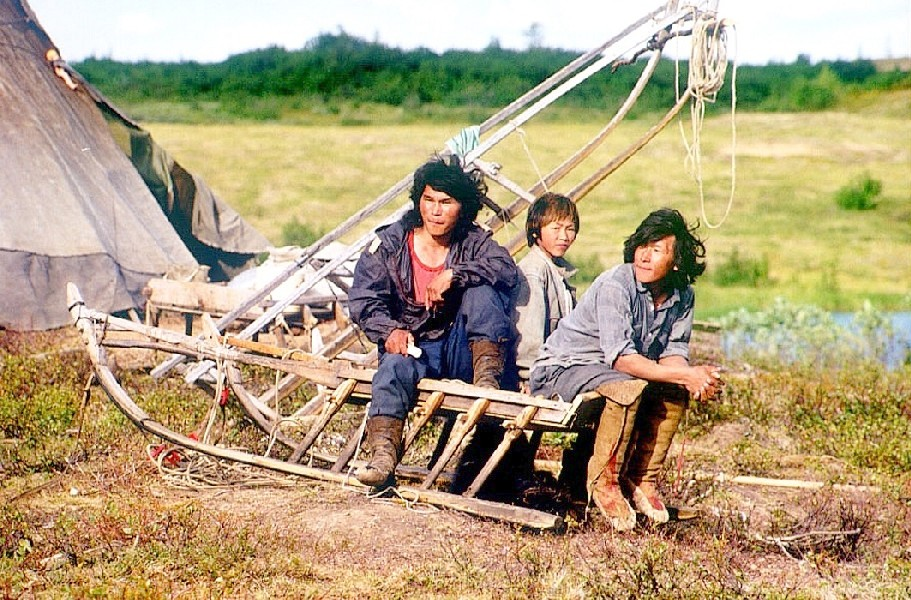
Jonge Nenetsen bij de stad Doedinka

### Industriële ontwikkeling en sociale situatie
In de jaren zestig kwam de olie- en gasindustrie naar West-Siberië, wat de situatie van de Nenetsen daar nog verslechterde. Grootschalige projecten, zoals het Oerengoj-gasveld, veroorzaakten grote schade aan het milieu. Waar in het westen ongeveer 10% van de investeringen in pijpleidingen wordt gereserveerd voor onderhoud, is dit bij Russische bedrijven hooguit 1 tot 2%. Veelvuldig lekkages brachten de natuur veel schade toe. In Tajmyr brachten en brengen de nikkelsmelterijen in het Industriegebied Norilsk nog meer schade toe aan de leefomgeving van de Nenetsen. 4,8 miljoen hectare weidegrond en 0,5 miljoen hectare bos werd daar vernietigd door vervuiling. Daarnaast is hier regelmatig sprake van zure regen en vervuiling van de mossen met zware metalen, die doordat ze worden gegeten door de rendieren, die weer worden gegeten door de Nenetsen, in de spijsvertering terechtkomen. Deze grootschalige vervuilingen gaan nog altijd door. De olie- en gasindustrie heeft voor de toekomst tevens plannen om nog meer velden te gaan exploiteren in noordelijkere gebieden, zoals het schiereiland Jamal en het Gydan. De Nenetsen worden hiervoor vaak alleen individueel gecompenseerd met luxegoederen, zoals sneeuwscooters en medische zorg, maar niet in de vorm van een algeheel compensatieplan. Door de enorme toestroom van olie- en gaswerkers naar de regio nam het aandeel van de Nenetsen drastisch af in relatieve zin.
Op Nova Zembla werden vanaf 1954 kernproeven gedaan in het kader van het atoomprogramma van de Sovjet-Unie, waaronder de zwaarste kernproef ooit in 1961. Dit leidde tot zware vervuiling van het leefgebied van de Nenetsen aldaar. De aanwezige Nenetsen (in totaal 536 personen, woonachtig in twee dorpen) moesten in 1955, toen de eerste kernproeven al waren uitgevoerd, gedwongen migreren naar het vasteland, maar konden later terugkeren in een vervuilde omgeving.
Net als bij een aantal andere gemarginaliseerde oorspronkelijke bevolkingsgroepen in de voormalige Sovjet-Unie liggen ook bij de Nenetsen de sterfte- en zelfmoordcijfers erg hoog. Daarnaast is een groot deel van de Nenetsische bevolking verslaafd aan alcohol. De gemiddelde levensverwachting bedraagt 45 tot 50 jaar. Ook is een groot deel van de Nenetsen werkloos. Slechts 41% heeft een baan en vaak gaat het dan om laaggeschoold werk, waarvoor zij bovendien een lager loon krijgen dan degenen die van buitenaf naar het gebied zijn gekomen om er te werken.
Een gedeelte van de Nenetsen is nog steeds actief als nomadische herder. Op het schiereiland Jamal lopen de grootste rendierkuddes van Rusland (meer dan 226.000 dieren). Deze enorme kuddes kwamen pas vanaf de tweede helft van de 20e eeuw op als gevolg van de collectivisatie en werden na het uiteenvallen van de Sovjet-Unie voortgezet. Een probleem daarbij, dat vooral op het schiereiland Jamal ontstond, was de overbegrazing.

### Culturele status
Waar tijdens de glasnost bij veel bevolkingsgroepen binnen Rusland de roep om onafhankelijkheid of verregaande autonomie klonk, was dit niet het geval bij de Nenetsen, waar een dergelijk zelfbewustzijn nooit erg heeft geleefd. Wel kwam de roep om het behoud van de eigen cultuur en protest tegen de toenemende industrialisatie. De Nenetsen werden verder lid van Raipon, de organisatie die opkomt voor de belangen van de volken uit het noorden van Rusland.

## Demografie
In de tabel hiernaast valt de stijging van het aantal Nenetsen in absolute zin waar te nemen. Het gebruik van de taal Nenets als lingua franca onder de Samojeedse volkeren in het noorden en de relatieve afgelegenheid heeft er mede aan bijgedragen dat het aantal sprekers van de taal lange tijd zeer hoog is gebleven, ondanks de Sovjetpolitiek van russificatie. De enorme instroom van olie- en gasarbeiders uit de rest van Rusland in de jaren zeventig en later heeft hun afgescheidenheid echter verder onder druk gezet en in de toekomst zal dit nog toenemen, omdat meer nederzettingen voor de olie- en gaswinning zijn gepland op onder andere het schiereiland Jamal.

## Milieu
De rendierhouderij is een essentieel aspect voor de levensstijl van  de Nenets in Noord-Rusland. Het omvat nomadische migraties die zijn aangepast aan seizoensveranderingen, waarbij rendieren worden gebruikt voor voedsel, kleding en transport. De kuddes, beheerd door herders, spelen een centrale rol, en rendieren hebben zowel economische als spirituele betekenis. Moderne uitdagingen, zoals klimaatverandering, hebben echter invloed op deze traditionele praktijk.
De Nenetsen, net zoals andere Inheemse volkeren in poolgebieden, zijn vaak de eersten die getroffen worden door de klimaatverandering, omdat ze voor hun levensonderhoud sterk afhankelijk zijn van hun natuurlijke omgeving die voor het grootste gedeelte uit toendra en permafrost bestaat. De plaatsen waar ze rondzwerven zijn vaak rijk aan olie en gas. Dit verstoort verder de levensstijl van de Nenetsen, doordat zowel door overheidsbedrijven als particuliere bedrijven (die sterk verbonden zijn met de regering van Rusland) uit zijn op de waardevolle grondstoffen in dit gebied. De Nenetsen leven het liefst in hun eigen traditionele stam. Toch hebben ze te maken met de industrieën in dat gebied. Het verandert de infrastructuur, wat op zijn beurt invloed heeft op hun traditionele transport, de rendierhouderij. Uiteindelijk komen ze niet in opstand, omdat ze in hun eigen bubbel willen blijven en zo min mogelijk met de Russische regering te maken willen hebben.